# منصة الاتحاد الأوروبي للتأهب الأوروبي ضد الأوبئة الناشئة (المتجددة) بريبير
بريبير PREPARE هو اختصار يمثل منصة الاتحاد الأوروبي للاستعداد الأوروبي ضد الأوبئة الناشئة ( او المعاد ظهورها ).  المنسق للمنصة هو البروفيسور هيرمان جوسيند من جامعة انتويرب . تم إنشاؤه استجابة لفيروس كورونا (كوفيد-19)، وذلك اعتبارا من 31 ديسمبر 2019 ، كان يعمل في وضع الاستجابة للتفشي و كان في المستوى الثاني (التعبئة). و هو الوضع الثاني من ثلاثة مستويات.

## روابط خارجية
- | أيقونة بذرة | هذه بذرة مقالة عن كوفيد-19 بحاجة للتوسيع. فضلًا شارك في تحريرها. |
- Gobat، Nina؛ Van Someren Gréve، Frank؛ Sigfrid، Louise؛ Reusken، Chantal B.؛ Deege، Frank؛ Carson، Gail؛ Horby، Peter؛ Koopmans، Marion؛ De Jong، Menno D. (2018). "Preparedness for clinical research during pandemics: a perspective from the Platform for European Preparedness Against (Re-)emerging Epidemics (PREPARE)". The Lancet. ج. 392: S38. DOI:10.1016/S0140-6736(18)32099-3. S2CID:53721195. مؤرشف من الأصل في 2023-10-09.